# Supercut
"Supercut" é uma canção gravada pela cantora e compositora neozelandesa Lorde para o seu segundo álbum de estúdio, Melodrama (2017). Lorde co-escreveu a faixa com Jack Antonoff, ambos co-produzindo a canção com Joel Little, com produção adicional de Frank Dukes, Jean-Benoît Dunckel e Malay. "Supercut" é uma faixa de synth-pop que inclui elementos de dance music, electro house, electronica e new wave, e interpola a melodia de piano de seu single de 2017 "Green Light". Seu nome, supercut, é uma palavra cunhada por Andy Baio e é definida como uma compilação de pequenos clipes de vídeo do mesmo tipo de ação.
Inspirada pelo coração partido de Lorde após o término de seu namoro de longa-data com James Lowe, a letra fala sobre a cantora relembrando suas memórias mais felizes de um relacionamento anterior e percebendo que a ilusão não está mais presente. Críticos de música elogiaram a canção, muitos comparando os vocais de Lorde aos da cantora sueca Robyn. "Supercut" foi incluída na trilha sonora oficial do jogo eletrônico FIFA 18. Lorde apresentou a canção na estação de rádio alemã 1Live, e foi uma das seis canções utilizadas como parte de uma série reimaginada da Vevo no Electric Lady Studios, onde ela gravou grande parte de seu álbum. "Supercut" também foi parte da set list de sua turnê mundial Melodrama World Tour (2017-18).

## Gravação e composição

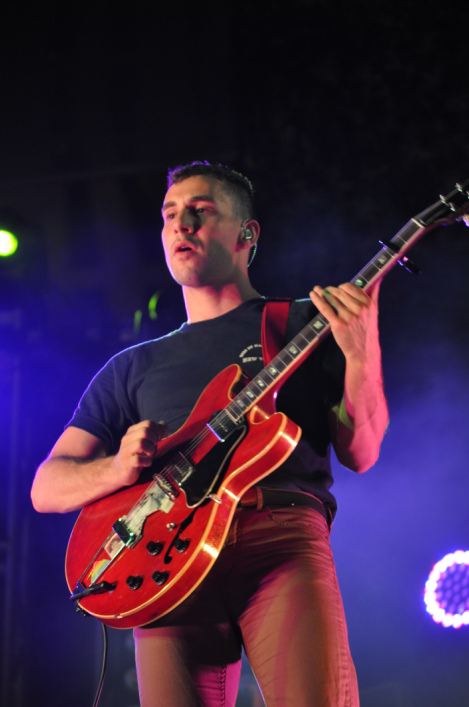
Jack Antonoff (na foto em 2012) co-escreveu e co-produziu "Supercut"

Lorde gravou "Supercut" em três diferentes locações nos Estados Unidos. Ela começou a gravar no Electric Lady Studios em Greenwich Village, Nova Iorque, com assistência de Barry McCready e Jack Antonoff. Antonoff também trabalhou com Lorde no Rough Customer Studios em Brooklyn Heights, Nova Iorque. A gravação foi concluída no Westlake Recording Studios em Los Angeles, Califórnia, com assistência de Ben Sedano e Greg Eliason. Serban Ghenea misturou a canção no MixStar Studios com assistência do engenheiro John Hanes. A faixa foi masterizada por Randy Merrill no Sterling Sound em Nova Iorque. Outro pessoal incluiu Joel Little, bem como Frank Dukes, Jean-Benoît Dunckel e Malay, que forneceram produção adicional à canção.
"Supercut" é composta na tonalidade de dó maior com um andamento de 124 batidas por minuto. Os vocais de Lorde abrangem um intervalo de A3 a E5 e sua progressão harmônica segue uma sequência básica de C–Am–Fsus2–F. É uma canção de synth-pop e eletropop, com influências de outros gêneros como dance music, electro house, electronica e new wave em sua produção. De acordo com Ava Muir do Exclaim, "Supercut" é carregada por um "pulso assombrosamente infeccioso". Emily Reid, da Paste, a considerou uma "fusão de pop dos anos 80 com uma batida de electro-house". A letra da canção gira em torno da lembrança de tempos felizes de uma relação prévia; o verso de abertura inclui a linha "In my head, I play a supercut of us" (Na minha cabeça, eu vejo um supercut nosso). Em uma análise do álbum, Lindsay Zoladz do The Ringer disse que a canção é associada na cultura popular com os "momentos 'perfeitos' de um relacionamento capturados em Instagrams cortados e filtrados que nós vemos depois que ele acaba".
Em uma entrevista ao The Spinoff, Lorde disse que "Supercut" era uma "canção irmã" de "Ribs" de seu álbum de estreia Pure Heroine (2013). Ela se lembra de sair de uma festa tarde em uma noite e andando de táxi por Auckland escutando Graceland (1986) de Paul Simon. Enquanto no carro, ela ouvia "batidas loucas" vazando para a rua. Ela queria sentir como se alguém estivesse "dançando através das paredes de uma festa". Ao finalizar a gravação da faixa, Lorde a ouviu quando saía do pub The Spotted Pig depois da meia noite e se sentiu da forma que costumava se sentir quando fazia música quando era mais nova. Ela sentiu uma reação emocional, já que estava aliviada por falar sobre seus sentimentos pela primeira vez. Lorde  também disse que "Supercut" é uma das duas canções do álbum onde fala com alguém. A maior parte da canção foi construída utilizando a bateria e então "os vazios foram preenchidos" com o piano.

## Recepção

### Recepção crítica
"Supercut" foi recebido com aclamação por críticos de música, com muitos a considerando um ponto alto em Melodrama e elogiando sua letra. Sua produção foi comparada à da cantora sueca Robyn. Mike Neid, do Idolator, escreveu que a faixa "[entrega] uma das letras mais graciosamente criadas do álbum", e a considerou uma "liberação alegre que oferece uma lasca de esperança para novos começos". Escrevendo para o The Independent, Roisin O'Connor elogiou as "peculiaridades" incomuns da canção em sua produção, que ajudam a "expôr como sua música funciona em seu interior". O'Connor também disse que Lorde "respeita o pop pelo que ele é e pelo que ele é capaz". Chris Willman, da Variety, considerou a canção uma "mini obra-prima" do álbum e um "grande momento teatral de revelação tardia", como se o álbum fosse sequenciado em um formato teatral.
"Supercut" foi incluída em diversas listas de fim de ano de críticos de música. A Stereogum posicionou a canção em segundo lugar em sua lista de fim de ano, dizendo que a letra é "genial, e a musicalidade uma miragem propulsora" e o efeito geral é "esmagador e causa formigamento". Lindsay Zoladz do The Ringer também incluiu a canção em segundo lugar em sua lista, descrevendo-a como "uma precisa destilação das maneiras que a internet muda e deforma como experimentamos a vida". Zoladz também a considerou uma "grande música pop no espírito" da era Body Talk (2010) de Robyn e sentiu "algo libertador" na conclusão da faixa. A NME incluiu "Supercut" no número 29 em sua lista de fim de ano, enquanto a Vulture a incluiu na quarta posição. Dee Lockett, da publicação, disse que a faixa era um "quebra-cabeça disforme onde sua beleza era amplificada por seus defeitos."

### Resposta de Baio
Andy Baio, a pessoa que cunhou o termo supercut, elogiou Lorde por utilizá-lo em sua canção. Em uma entrevista a Kaitlyn Tiffany do The Verge, Baio disse que inicialmente achou que Lorde havia utilizado o termo no título sem que ele fosse mencionado na letra quando a lista de faixas do álbum foi publicada em maio de 2017. Ele mais tarde percebeu que o termo foi usado como a "metáfora central da canção inteira", e a elogiou por entender seu significado. Ele disse que "elementos de obsessão e compreensão tornam [as memórias de Lorde] um supercut" e tinha ficado feliz que a letra fazia parte do refrão da canção. Ryan Gantz, escritou da Vox, disse que era "fascinante como uma linguagem escolhida por alguns nerds para descrever um novo tipo de expressão pode acabar lentamente saturando a cultura popular".

## Apresentações ao vivo e outros usos

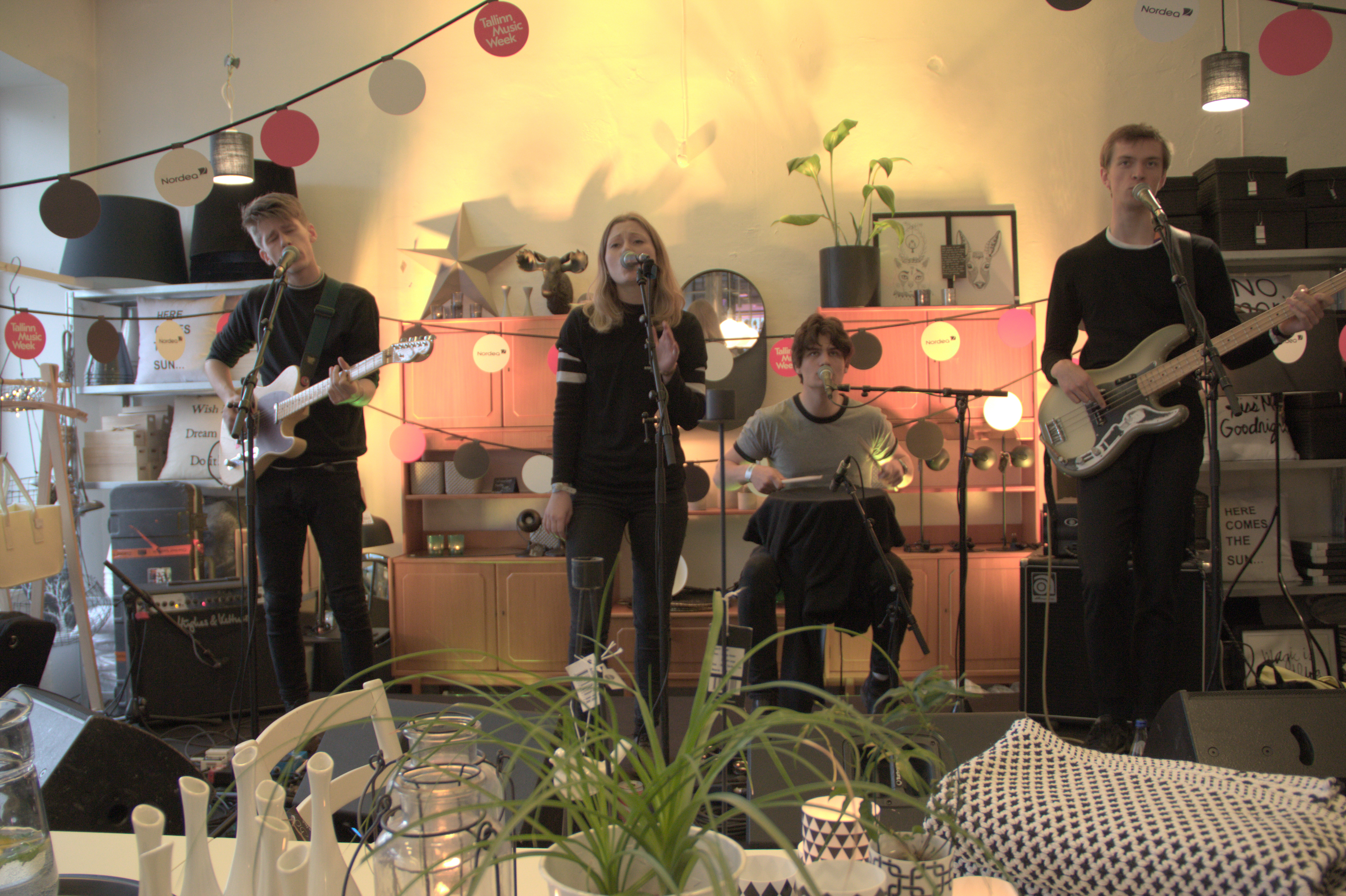
O quarteto norueguês de pop punk Sløtface apresentou uma versão de "Supercut" na estação de rádio Triple J

Lorde apresentou primeiramente "Supercut", com duas outras faixas, no Bowery Auditorium em Nova Iorque na noite da festa de lançamento de seu álbum Melodrama. Ela também apresentou a faixa na 1Live, que foi descrita como "de tirar o fôlego" e emocional. "Supercut" foi uma das seis canções utilizadas como parte de uma série reimaginada da Vevo no Electric Lady Studios, onde ela gravou grande parte de seu álbum. Para sua turnê mundial Melodrama World Tour (2017-18), Lorde apresentou "Supercut" depois de sua última troca de figurino e um interlúdio em vídeo. Foi a primeira faixa apresentada do "prelúdio [da] terceira e final parte do show", que era composta por cinco canções. A apresentação foi descrita como utilizando "teclados sutis e sintetizadores cintilantes" em sua produção.
"Supercut" foi incluída na trilha sonora oficial do jogo eletrônico FIFA 18; A NME descreveu a faixa como "a faixa" e a considerou uma das "melhores canções" da trilha sonora. A canção também foi incluída na trilha sonora do filme de 2019 da Netflix Someone Great; a diretora, Jennifer Kaytin Robinson afirmou em uma entrevista à Rolling Stone que "Supercut" foi uma fonte de inspiração durante o estágio de desenvolvimento inicial do filme como resultado, ela escreveu a canção no filme antes "que qualquer personagem do filme existisse". A banda norueguesa de pop punk Sløtface apresentou uma versão da canção para a estação de rádio australiana Triple J; A Consequence of Sound descreveu a versão como "limpa da pista de dança, ao mesmo tempo sem perder qualquer núcleo emocional". Lorde respondeu à versão do grupo, chamando-a de "excelente". A versão da Sløtface troca os eletrônicos da produção original com uma "guitarra reverberante".

## Remixde El-P
Lorde publicou no Twitter em 27 de fevereiro de 2018 que uma "pequena surpresa" seria enviada aos fãs que se inscrevessem em seu boletim informativo. No dia seguinte, um remix da canção, produzido por El-P do grupo de hip hop Run the Jewels, foi enviado exclusivamente por e-mail. O remix foi disponibilizado para download gratuito para comemorar a chegada das datas de sua turnê na América do Norte. Claymore Tully, do Stereogum, notou que o andamento do remix desacelerou a canção, o que tornou a "faixa relativamente otimista e pronta para dança" em uma faixa "lamacenta que demora para pegar". De acordo com Eric Skelton, do Pigeons and Planes, ele inclui "camadas de sintetizadores, um baixo que ruge, e dois novos versos energéticos" de Killer Mike e El-P. O remix recebeu críticas positivas, com críticos de música elogiando o grupo por adicionar uma melodia mais sombria à composição original, mais alegre.

## Créditos
Créditos adaptados das anotações de Melodrama.
Administração
- Publicada por Songs Music Publishing, Sony/ATV Songs LLC, Ducky Sonath Music (BMI)
- Gravada em Electric Lady Studios (Nova Iorque, Nova Iorque), Rough Customer Studio (Brooklyn Heights, Nova Iorque), Westlake Recording Studios (Los Angeles, Califórnia)
- Misturada em Mixstar Studios (Virginia Beach, Virgínia)
- Masterizada em Sterling Sound Studios (Nova Iorque)
- Publicada por Songs Music in Brighton.

Pessoal
| - Lorde – composição, vocais, produção - Jack Antonoff – composição, produção - Joel Little – produção, teclado, programação - Frank Dukes – produção adicional - Jean-Benoît Dunckel – produção adicional | - Malay – produção adicional - Serban Ghenea – mistura - John Hanes – engenharia de mistura - Randy Merrill – masterização - Barry McCready – assistência de engenharia | - Ben Sedano – assistência de engenharia - Greg Eliason – assistência de engenharia - Laura Sisk – engenharia |

## Desempenho nas tabelas musicais
| Tabela (2018)                    | Melhor posição |
| -------------------------------- | -------------- |
| Nova Zelândia (RMNZ Heatseekers) | 9              |

| Região                                                  | Certificação | Vendas certificadas(a) |
| ------------------------------------------------------- | ------------ | ---------------------- |
| Austrália (ARIA)                                        | Ouro         | 35 mil                 |
| Nota a: vendas baseadas apenas na certificação recebida |              |                        |